# Гуго I де Шалон-Арле
Гуго I де Шалон-Арле (фр. Hugues I de Chalon-Arlay, 1288 — 4 декабря 1322) — сеньор д’Арле и де Витто с 1315.
Сын Жана I де Шалон-Арле, сеньора д’Арле и виконта Безансона, и Маргариты Бургундской, от которой унаследовал сеньорию Витто.
Брак (13.02.1302): Беатриса де Ла Тур дю Пэн (после 1273 — 10 или 12 июня 1347), дочь Умберта I де ла Тур дю Пэна, дофина Вьеннского, и Анны, дофины Вьеннской.
Дети:
- Жан II де Шалон-Арле
- Луи де Шалон-Арле
- Гуго де Шалон-Арле (ум. 1340), сеньор де Ла Ривьер
- Жак де Шалон-Арле, сеньор де Витто